# La Cumbre, Magdalena Jaltepec
La Cumbre är en ort i Mexiko.   Den ligger i kommunen Magdalena Jaltepec och delstaten Oaxaca, i den sydöstra delen av landet, 300 km sydost om huvudstaden Mexico City. La Cumbre ligger 2 271 meter över havet och antalet invånare är 115.
Terrängen runt La Cumbre är huvudsakligen lite kuperad. La Cumbre ligger uppe på en höjd. Runt La Cumbre är det glesbefolkat, med 20 invånare per kvadratkilometer. Närmaste större samhälle är Asunción Nochixtlán, 12,9 km nordväst om La Cumbre. Trakten runt La Cumbre består i huvudsak av gräsmarker.